# Anapistula secreta
Espèce
Anapistula secreta est une espèce d'araignées aranéomorphes de la famille des Symphytognathidae.

## Distribution
Cette espèce se rencontre aux États-Unis en Floride, au Mexique, au Costa Rica, au Panama, en Colombie, aux Bahamas et en Jamaïque,.

## Description
La femelle holotype mesure 0,50 mm et le mâle décrit par Forster et Platnick en 1977 0,59 mm.

## Publication originale
- Gertsch, 1941 : Report on some arachnids from Barro Colorado Island, Canal Zone. American Museum novitates, no 1146, p. 1-14 (texte intégral).